# Schwarzmeersynergie

Die Europäische Union (blau) und die Staaten der Schwarzmeersynergie (rot)

Die Schwarzmeersynergie (engl. Black Sea Synergy) ist eine Initiative zur regionalen Zusammenarbeit, die von der Europäischen Union gestartet wurde. Sie bezieht sich auf die unmittelbare Nachbarschaft im Gebiet des Schwarzen Meeres. Die Initiative ist eine Ergänzung der in der Region in diesem Zusammenhang wirkenden Nachbarschaftspolitik, der Strategie zur Heranführung der Türkei an eine EU-Mitgliedschaft und der strategischen Partnerschaft mit der Russischen Föderation. Die Schwarzmeersynergie soll die Region um das Schwarze Meer stärker in den Mittelpunkt des politischen Interesses rücken und dazu beitragen, bereits bestehende Kooperationen zu stärken. Aus diesem Grund ist die Schwarzmeersynergie vor allem auf die Entwicklung der Kooperation innerhalb der Schwarzmeerregion und auf die Kooperation zwischen der Region und der Europäischen Union gerichtet. Dabei soll auch auf regionale Partner wie die  Organisation der Schwarzmeer-Wirtschaftskooperation zugegangen werden.
An der Schwarzmeersynergie nehmen die Länder der Schwarzmeerregion teil: Griechenland, Bulgarien, Rumänien, Moldawien, die Ukraine, die Russische Föderation, Georgien, Armenien, Aserbaidschan, die Türkei. Obwohl Armenien, Aserbaidschan, Moldau und Griechenland keine unmittelbaren Anrainerstaaten sind, reichen Geschichte, geographische Nähe und eng geknüpfte Beziehungen aus, um ihre regionale Zugehörigkeit zu begründen.